# Estero El Jote
El estero El Jote corresponde a un cuerpo de agua donde la desembocadura de un río se abre a un ecosistema marino. Se ubica en el sector norte de la localidad de Quintay, comuna de Casablanca, Provincia de Valparaíso, región de Valparaíso, Chile. 
En este sector del estero se emplaza un cuerpo de agua estancado considerado como humedal costero o estuario, que al desembocar en el mar se mezclan las aguas dulces con las aguas salobres. Por el Ministerio de Medioambiente (MMA) se encuentra definido como humedal costero, pero no identificado específicamente como estuario.

## Hidrología
Esta microcuenca se encuentra dentro de las subcuencas costeras entre el estero de Casablanca y el estero San Jerónimo, las que forman parte de la cuenca costera de la región de Valparaíso y se ubican entre los ríos Aconcagua y Maipo, específicamente en el sector 9 en Quintay y Algarrobo, formando parte de la ecorregión marina y costera.
El estero tiene una superficie por parte de los ríos principales con 1,8 Ha en la zona de los ríos principales y de 8,06 Ha en los ríos secundarios, siendo alimentado por el caudal del río principal de la zona.   
El principal caudal de río en la zona es el estero el Jote,  que se emplaza por la microcuenca hidrográfica de Curauma, la que corresponde a una unidad geográfica conformada por el cerro Curauma y el valle de Casablanca, específicamente el valle de la localidad de Quintay.    

## Servicios Ecosistémicos
Los Servicios Ecosistémicos son todos los beneficios directos e indirectos que proveen los ecosistemas gratuitamente, logrando satisfacer algunas necesidades de los seres humanos, estos en los humedales  se encargan de la regulación de los caudales y de la purificación del agua. Los ecosistemas hídricos son utilizados para el tratamiento de aguas. Estos ecosistemas se componen por el estero el Jote y el acuífero del humedal costero el Jote. 
Los ecosistemas hídricos con que cuenta la microcuenca son fuentes de aguas dulces de forma natural y limpia. Estas aguas proveen de agua potable a la comunidad, siendo un recurso vital de uso y consumo de agua.
El tratamiento de aguas en Chile tiene la función de cumplir un servicio de abastecimiento de agua y saneamiento de aguas. Estos servicios benefician de forma directa a la comunidad. Considerando que las aguas son uso público y un derecho efectivo. 
Entre algunos de los servicios ecosistémicos que prestan los humedales podemos destacar:
1. Control de inundaciones.
2. Recarga de aguas subterráneas.
3. Estabilización de costas y protección contra tormentas.
4. Retención y exportación de sedimentos y nutrientes.
5. Depuración de aguas.
6. Reservas de biodiversidad.
7. Mitigación del cambio climático y adaptación a él

## Geomorfología
El estero El Jote se encuentra ubicado entre la unidad cordillerana de la Costa y se emplaza hasta el farellón costero. 
El morfología marina en Quintay es principalmente de tipo rocosa, que a diferencia de los arenosos, se caracterizan por tener gran abundancia y diversidad de especies, ya que por una parte el sustrato ofrece variadas alternativas de hábitats, tales como grietas, cuevas y pozas; y por otra, se ven favorecidos por fenómenos de surgencias costera.

## Biodiversidad

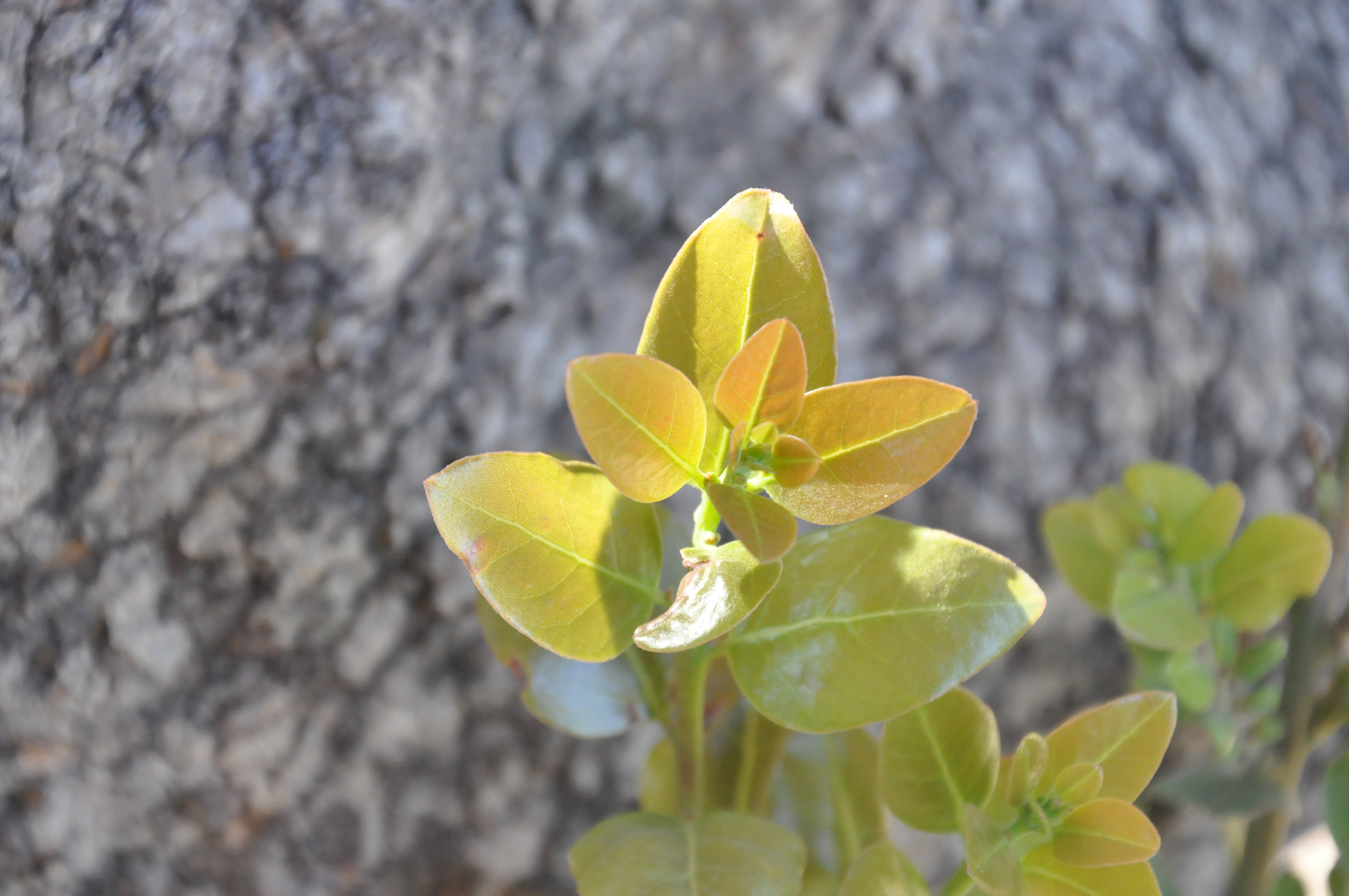
Está especie domina en el ecosistema del humedal o estero El Jote, es conocido popularmente como Peumo y su nombre científico corresponde a Crypytocarya alba
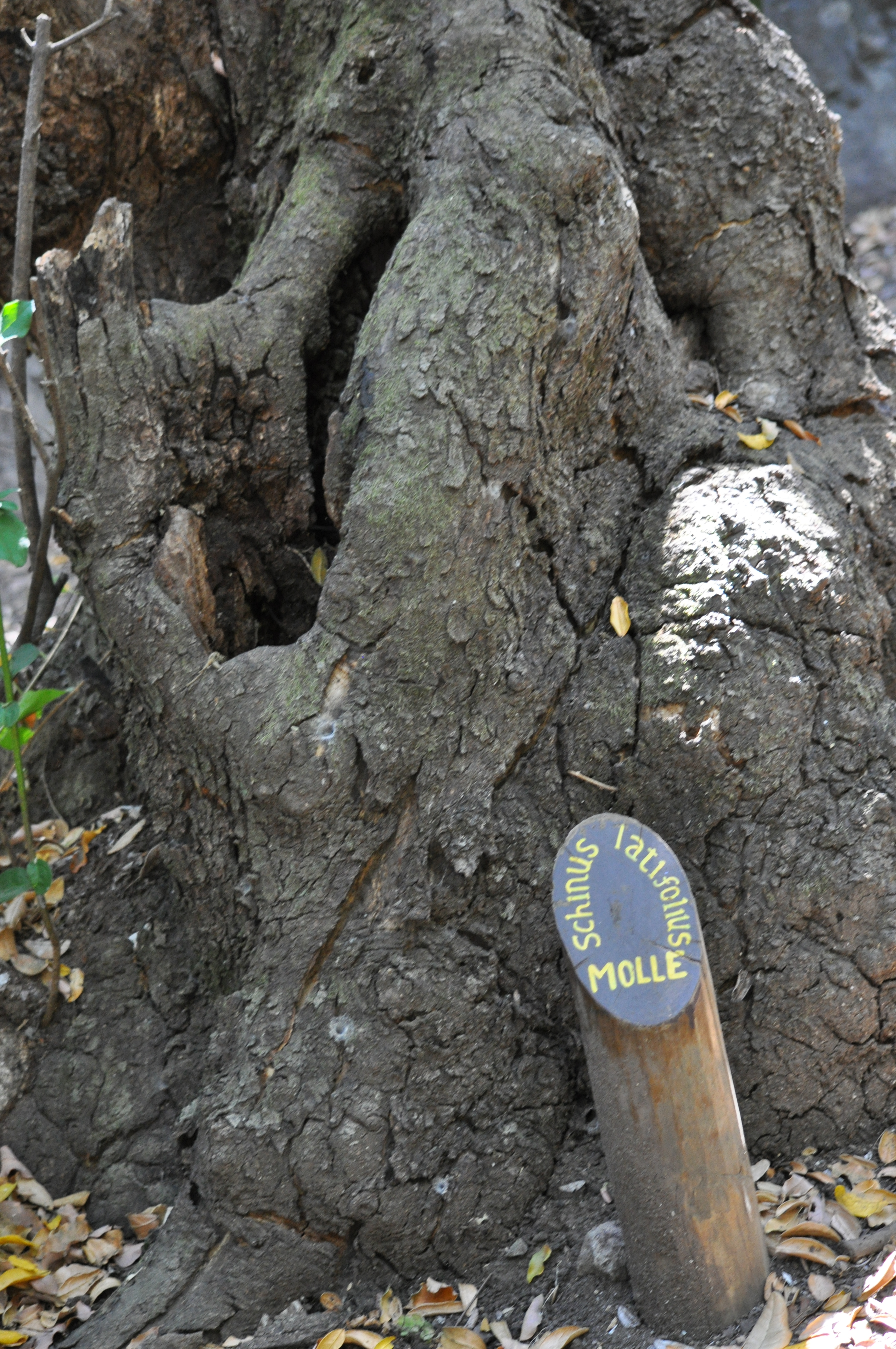
Está especie domina en la zona del estero El Jote, su nombre popular se le conoce como Molle y su nombre científico Schinus latifolius
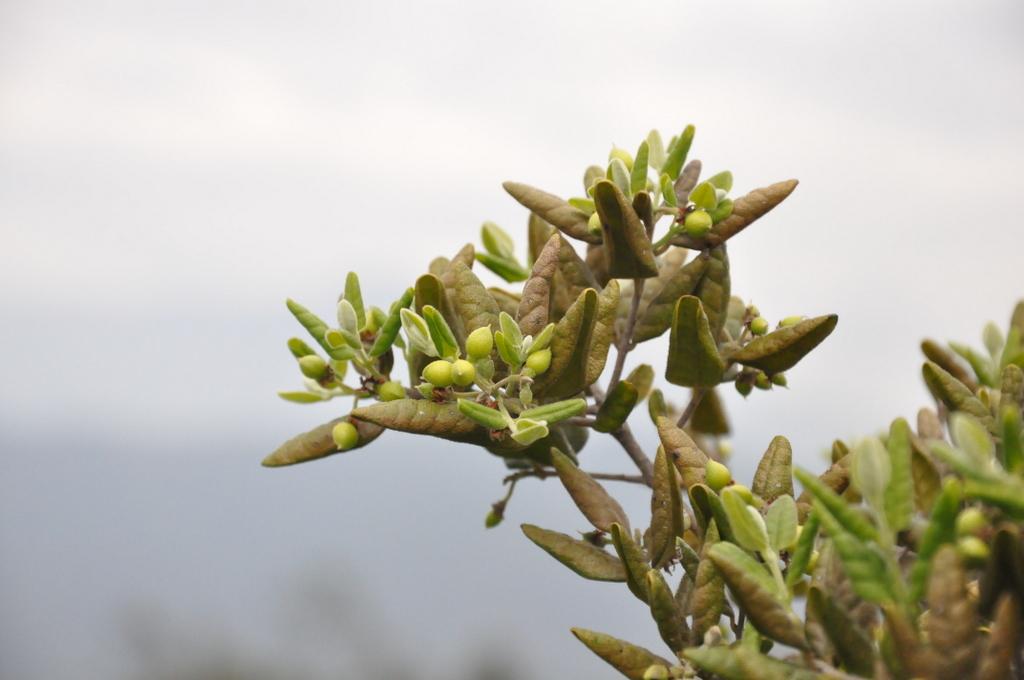
Esta especie domina en el estero El Jote se le conoce popularmente como Boldo y su nombre científico corresponde a Peumus boldus.
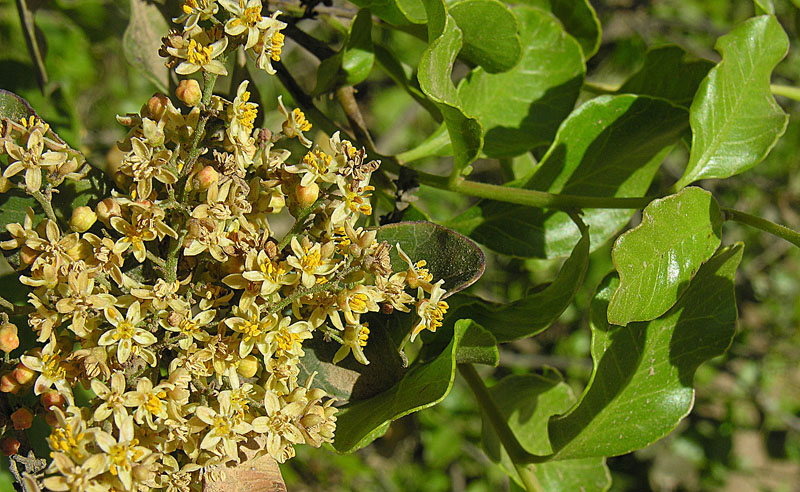
Esta especie domina en el ecosistema del estero El Jote, es conocido popularmente como Litre y su nombre científico corresponde a Lithraea caustica

En la zona mediterránea del país, donde se encuentra la región de Valparaíso, se cuenta con un paisaje de vegetación nativa de matorral costero mediterráneo (matorral y bosque esclerófilo), y a lo largo de toda la costa se ubica una gran cadena de humedales (lagunas costeras, estuarios y bahías). Estos son de gran importancia para diversas especies, principalmente aves playeras o que habiten en el agua, así como también aves migratorias; lo que dota al sector como un espacio abierto y de fuerte dinamismo, gracias a la anidación de especies que provienen de diversos lugares. 
A los humedales en sistemas litorales el factor principal que los caracteriza es su alta composición y concentración salina.
La microcuenca de Curauma se ubica en las unidades territoriales de la Cordillera de la Costa que pertenecen al sector oeste. Su vegetación se compone principalmente de bosques, con árboles de praderas y matorrales. Particularmente es de vegetación muy densa y vigorosa, con una amplia magnitud de distribución de bosque esclerófilo de tipo costero, además de matorral y formaciones xerófitas con características húmedas, abarcando un bosque nativo con características locales de tipo renoval semidenso. Las especies que dominan son el peumo (Crypytocarya alba), molle (Schinus latifolius), boldo (Peumus boldus) y litre (Litheraea caustica). El bosque esclerófilo corresponde a una formación vegetal fundamental en la biodiversidad del sector, ya que permite resistir las sequías veraniegas del clima mediterráneo.

## Amenazas
Dentro de las acciones u obras que están impactando el estero se destacan:
1. Cambios de uso de suelo en relación con la extracción ilegal de agua, lo que afecta directamente a los habitantes de la zona, ya que el estero es la fuente principal de suministro.
2. Cambios de uso de suelo en relación con la intervención urbana, debido al impacto que provoca el complejo turístico inmobiliario Santa Augusta, el que por la mantención de sus instalaciones ha generado un impacto negativo creciente en el curso del agua del estero y la laguna, amenazando con hacerlo desaparecer.[9]
3. El proyecto eólico Cerro Piedra,[10] consistirá en la construcción, operación y cierre de una central eólica de generación de energía eléctrica que contará con una potencia instalada de 63 MW que se instalará en el radio de influencia del estero El Jote

## Conservación
El presidente de la Fundación Defendamos la Ciudad, quien ha conversado con los vecinos, consideró que es evidente que existe un aprovechamiento ilegítimo por parte de los empresarios franceses que tienen el proyecto inmobiliario Santa Augusta, advirtió a los vecinos que no tiene sentido seguir hablando con autoridades regionales, porque el derecho de aprovechamiento de aguas le compete al Ministerio de Obras Públicas y la Dirección General de Aguas. El organismo público que tiene competencias en estas materias es el Consejo de Defensa del Estado (CDE). A la luz de los antecedentes que le suministren todos los vecinos que han detectado estas malas prácticas y esta falta de fiscalización por parte de las autoridades administrativas, ahora el CDE, con esa información, tendrá que iniciar las acciones legales que correspondan contra el privado que se está aprovechando de la falta de fiscalización

## Ley de Humedales Urbanos
El reglamento establece la forma en que los distintos humedales urbanos (los que se encuentran dentro y alrededor de las ciudades y sus suburbios)  se reconocerán como tales, ya sea por el Ministerio de Medio Ambiente actuando de oficio, como a partir de solicitudes hechas por los municipios. Por un lado el reglamento, obliga a que todos los municipios dicten ordenanzas de humedales, estableciendo los criterios mínimos de sustentabilidad definidos para redactar esas ordenanzas. Por otro, obliga a incluir a los humedales en los instrumentos de planificación territorial, modificando la ley de urbanismo. Además, establece que los proyectos que puedan afectar a un humedal, ingresen al Sistema de Evaluación de Impacto Ambiental (SEIA) con el fin de evaluar las actividades que afecten su ecosistema. 
El Plan Regulador de Valparaíso 2014 solo definió el sector como una zona de extensión urbana, pudiendo afectar la condición natural que lo caracteriza
Específicamente la zona del estero El Jote, debería ser considerada dentro de la ley de humedales urbanos, lo que permitirá darles protección y concientizar acerca de su rol fundamental en el cuidado de la biodiversidad.  
Adicionalmente a su condición de humedales urbanos también se puede catalogar como humedal costero, ya que cuenta con agua procedente del océano dentro de su flujo hidrológico.    